# Cot Beukulah
Cot Beukulah är en kulle i Indonesien.   Den ligger i provinsen Aceh, i den västra delen av landet, 1 800 km nordväst om huvudstaden Jakarta. Toppen på Cot Beukulah är 72 meter över havet.
Terrängen runt Cot Beukulah är platt åt nordost, men åt sydväst är den kuperad. Havet är nära Cot Beukulah åt nordost.Runt Cot Beukulah är det ganska glesbefolkat, med 47 invånare per kvadratkilometer. Omgivningarna runt Cot Beukulah är en mosaik av jordbruksmark och naturlig växtlighet.